# Tupaia de les illes Nicobar
La tupaia de les illes Nicobar (Tupaia nicobarica) és una espècie de tupaia de la família dels tupàids. És endèmica de l'Índia. El seu hàbitat natural són els boscos tropicals o subtropicals. Està amenaçada per la pèrdua d'hàbitat.